# Trixis nobilis
Trixis nobilis là một loài thực vật có hoa trong họ Cúc. Loài này được (Vell.) Katinas miêu tả khoa học đầu tiên năm 1996.